# Allen (Texas)
Allen ist eine Stadt im Collin County im Bundesstaat Texas der Vereinigten Staaten von Amerika und gehört zum Dallas-Fort-Worth-Metroplex.

## Geographie
Die Stadt liegt im Nordosten von Texas am Nord-Süd verlaufenden US Highway 75, ist im Norden etwa 60 Kilometer von Oklahoma entfernt und hat eine Gesamtfläche von 68,2 km², ohne nennenswerte Wasserfläche. Die Entfernung zu Dallas im Südwesten beträgt etwa 35 Kilometer.

## Geschichte
Die Stadt wurde 1870 als Eisenbahnhaltestelle der Houston and Texas Railroad als Verlademöglichkeit für die umliegenden Farmen gegründet. Benannt wurde die Stadt nach dem texanischen Generalstaatsanwalt und Förderer des Eisenbahnbaus Ebenezer Allen. 1876 wurde das erste Postbüro eröffnet und 1878 führte eine Räuberbande, angeführt von Sam Bass, an dieser Haltestelle den ersten Eisenbahnraub in der Geschichte von Texas aus.
Bis 1945 blieb die Stadt ein kleines Dorf mit rund 500 Einwohnern, 1948 wurde der Eisenbahnbetrieb eingestellt. Erst Mitte der 1960er-Jahre vergrößerte sich die Stadt merklich und von 1970 bis 1980 stieg die Einwohnerzahl rapide von 1940 auf 8314. Der Grund hierfür war die Nähe zu Dallas und Plano sowie der Bau des Dallas/Fort Worth International Airport. 1990 hatte die Stadt bereits 18.309 Einwohner, in den nächsten zehn Jahren steigerte sich die Einwohnerzahl auf 43.554. Die Schätzung für Ende 2005 beläuft sich auf rund 70.000 Einwohner. Zum Zensus 2010 wohnten 84.246 Menschen in der Stadt, doppelt so viele wie zehn Jahre zuvor.
1967 wurde die Bibliothek ausschließlich von Freiwilligen gegründet und geführt, die Kosten wurden durch Spenden gedeckt. 1971 wurde sie dann der Stadtverwaltung unterstellt und verfügt heute über 120.000 Bücher, Video- und Audiodokumenten. In den 1990er-Jahren diente die Stadt als Kulisse für die Außenaufnahmen der TV-Shows Barney & Friends und Wishbone.
Am 6. Mai 2023 tötete ein Amokschütze außerhalb des Einkaufszentrums Allen Premium Outlets acht Menschen. Der Täter wurde von der Polizei erschossen.

## Demographische Daten
Nach der Volkszählung im Jahr 2000 lebten hier 43.554 Menschen in 14.205 Haushalten und 12.045 Familien. Die Bevölkerungsdichte betrug 638,4 Einwohner pro km². Ethnisch betrachtet setzt sich die Bevölkerung zusammen aus 87,14 % weißer Bevölkerung, 4,40 % Afroamerikanern, 0,52 % amerikanischen Ureinwohnern, 3,73 % Asiaten, 0,05 % Bewohnern aus dem pazifischen Inselraum und 2,41 % aus anderen ethnischen Gruppen. Etwa 1,75 % stammen von zwei oder mehr Rassen ab und 6,98 % der Bevölkerung sind Hispanics oder Latein-Amerikaner.
Von den 14.205 Haushalten hatten 55,5 % Kinder unter 18 Jahre, die im Haushalt lebten. 74,6 % davon waren verheiratete, zusammenlebende Paare. 7,4 % waren allein erziehende Mütter und 15,2 % waren keine Familien. 11,9 % aller Haushalte waren Singlehaushalte und in 1,6 % lebten Menschen, die 65 Jahre oder älter waren. Die Durchschnittshaushaltsgröße betrug 3,07 und die durchschnittliche Größe einer Familie 3,35 Personen.
34,9 % der Bevölkerung waren unter 18 Jahre alt, 5,4 % von 18 bis 24, 40,7 % von 25 bis 44, 16,2 % von 45 bis 64, und 2,8 % 65 Jahre oder älter. Das Durchschnittsalter war 31 Jahre. Auf 100 weibliche Personen aller Altersgruppen kamen 99,7 männliche Personen. Auf 100 Frauen im Alter von 18 Jahren und darüber kamen 97,3 Männer.

Das jährliche Durchschnittseinkommen eines Haushalts betrug 78.924 US-Dollar, das Durchschnittseinkommen einer Familie 82.747 US-Dollar. Männer hatten ein Durchschnittseinkommen von 60.754 US-Dollar gegenüber den Frauen mit 36.067 US-Dollar. Das Prokopfeinkommen betrug 28.575 US-Dollar. 3,0 % der Bevölkerung und 2,0 % der Familien lebten unterhalb der Armutsgrenze. Davon waren 3,2 % Kinder und Jugendliche unter 18 Jahren und 2,6 % waren 65 oder älter.

## Söhne und Töchter der Stadt
- Jonathan Patrick McCarty (* 1982), Radrennfahrer
- Jim Parrack (* 1981), Schauspieler